# روشن حسن‌اف
روشن حسن‌اف (روسی: Рушан Абдулхакович Хасанов؛ زادهٔ ۲۷ مارس ۱۹۵۶) بازیکن فوتبال اهل اتحاد جماهیر شوروی سوسیالیستی است.
از باشگاه‌هایی که در آن بازی کرده‌است می‌توان به باشگاه فوتبال نفتچی باکو و باشگاه فوتبال کوبان کراسنودار اشاره کرد.